# Portada/article desembre 19

## Costa Brava
La Costa Brava és la costa gironina que comença a la roca de Sa Palomera (Blanes) i acaba a la frontera amb França; la seva longitud és de més de 200 km. Limita al nord amb la Costa Vermella rossellonesa, que n'és la seva continuació geogràfica, i al sud amb la Costa del Maresme. Inclou el litoral de tres comarques: la Selva, el Baix Empordà i l'Alt Empordà.